# Kriminalfälle ohne Beispiel
Kriminalfälle ohne Beispiel ist eine Reihe von Kriminalfilmen, die vom Fernsehen der DDR in loser Folge produziert und ausgestrahlt wurden. In ihr wurden authentische Kriminalfälle aus der damaligen Bundesrepublik nachgestaltet. 

## Konzept
Konzeptionell basiert sie auf der gleichnamigen Buchreihe. Die einzelnen Episoden wurden als jeweils in sich abgeschlossene, zum Teil mehrteilige Fernsehfilme gestaltet. Die literarischen Vorlagen bzw. Szenarien aller Folgen stammten von Günter Prodöhl.
Eine Besonderheit ist, dass ein Fall – die Entführung und Ermordung des damals siebenjährigen Timo Rinnelt 1964 in Wiesbaden – zweimal für die Reihe aufbereitet wurde: im ersten Film der Reihe überhaupt, der noch vor der Ermittlung des Täters produziert und ausgestrahlt wurde, und zwei Jahre später in einer zweiteiligen Episode, die – im Wesentlichen mit den gleichen Darstellern besetzt – den Fall von Beginn an bis zu seiner Aufklärung erzählt.

## Episodenliste (Auswahl)
| Episode | Titel                                               | Laufzeit                                    | Erstausstrahlung                                            | Drehbuch        | Regie              |
| ------- | --------------------------------------------------- | ------------------------------------------- | ----------------------------------------------------------- | --------------- | ------------------ |
| 1       | Der Fall Timo Rinnelt                               | ca. 90 min*                                 | 05.02.1967                                                  | Günter Prodöhl  | Hubert Hoelzke     |
| 2       | Anatomie eines Justizmordes                         | ca. 105 min*                                | 26.08.1967 (Teil 1) 27.08.1967 (Teil 2)                     | Günter Prodöhl  | Hubert Hoelzke     |
| 3       | Die Dominas-Bande                                   |                                             | 26.12.1968 (Teil 1) 27.12.1968 (Teil 2)                     | Hubert Hoelzke* | Hubert Hoelzke     |
| 4       | Das Verbrechen an Timo Rinnelt und seine Aufklärung | ca. 105 min (Teil 1)* ca. 110 min (Teil 2)* | 27.12.1969 (Teil 1) 28.12.1969 (Teil 2)                     | Günter Prodöhl  | Hubert Hoelzke     |
| 5       | Tod eines Millionärs                                | 214 min                                     | 13.08.1971 (Teil 1) 15.08.1971 (Teil 2) 17.08.1971 (Teil 3) | Günter Prodöhl  | Hubert Hoelzke     |
| 6       | Der Fall Brühne-Ferbach**                           | 70 min (Teil 1) 67 min (Teil 2)             | 27.08.1972 (Teil 1) 29.08.1972 (Teil 2)                     | Günter Prodöhl  | Hubert Hoelzke     |
| 7       | Nach Abpfiff Mord                                   | 81 min                                      | 14.09.1974                                                  | Günter Prodöhl  | Siegfried Hartmann |
| 8       | Mord im Märkischen Viertel                          | 81 min                                      | 06.07.1975                                                  | Günter Prodöhl  | Helmut Krätzig     |

* nach Programmzeiten/Angaben in der Fernsehzeitschrift FF dabei

** Schreibweise im Haupttitel des Films, in manchen Quellen jedoch auch Der Fall Brühne-Fehrbach